# Gobivenator
Gobivenator là một chi khủng long, được Tsuihiji Barsbold Watabe Tsogtbaatar Chinzorig Fujiyama & Suzuki mô tả khoa học năm 2014.